# デュッセルドルフの日本人コミュニティ

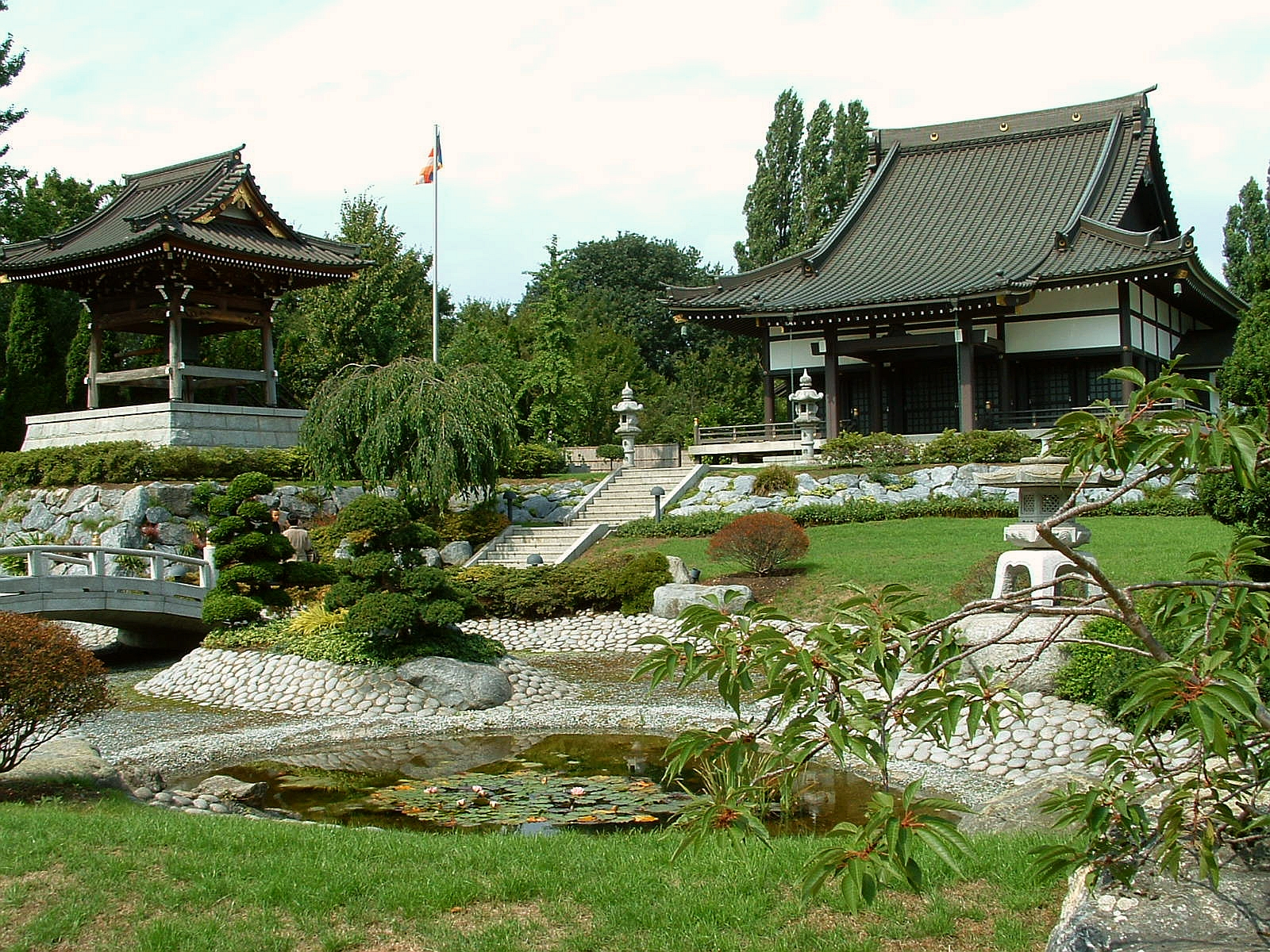
惠光日本文化センター（EKŌ-Haus der Japanischen Kultur）

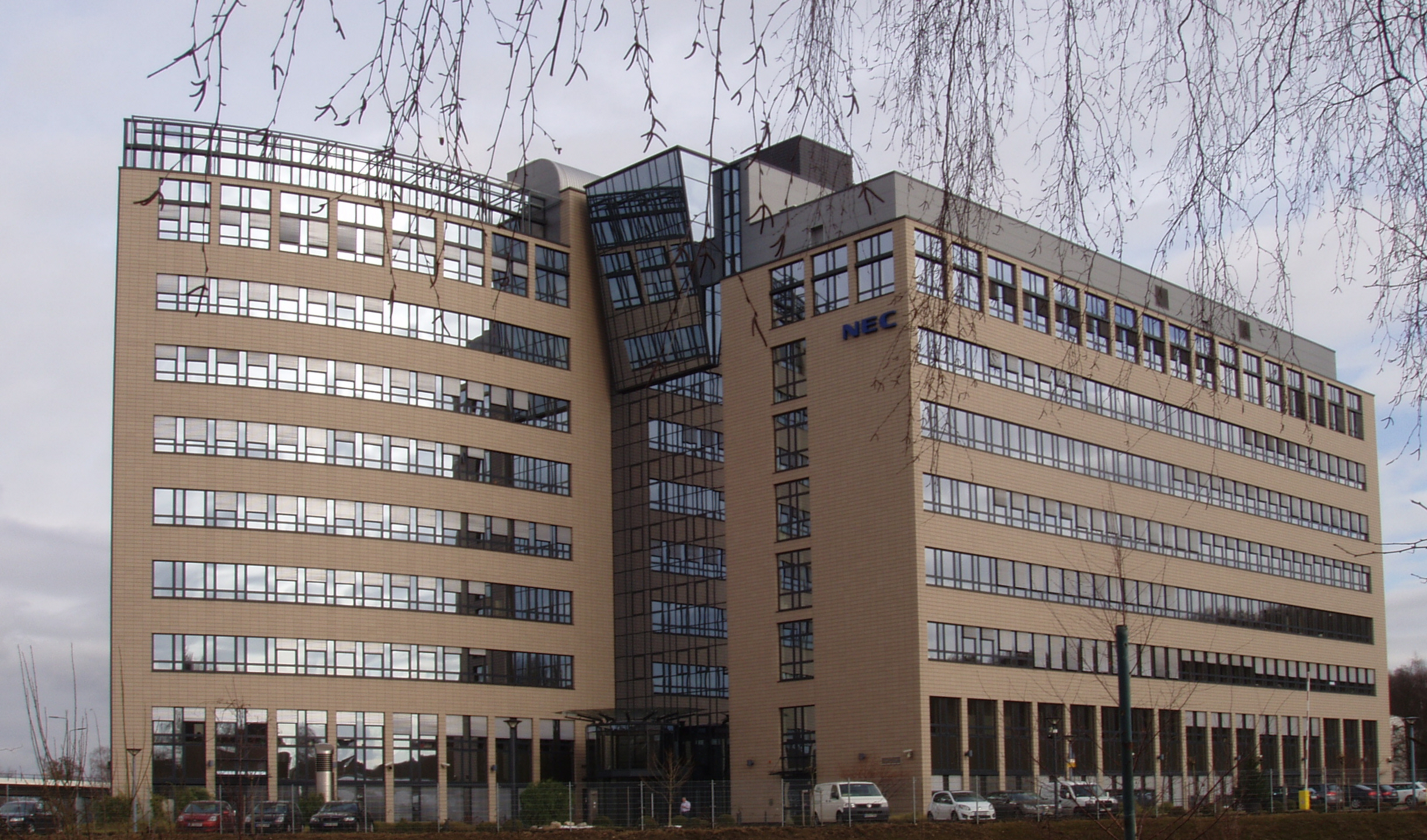
デュッセルドルフにあるNEC欧州本部。

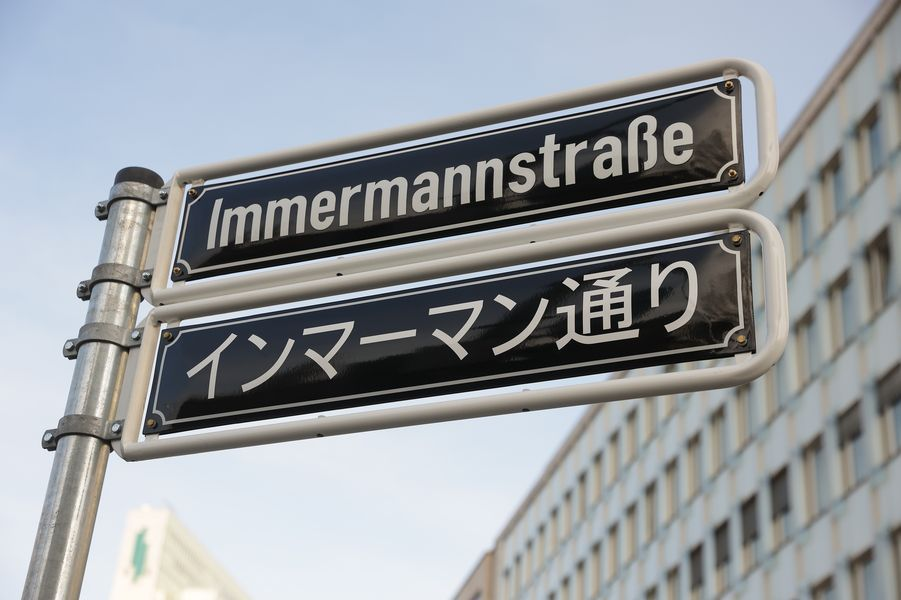
インマーマン通りの標識。日本語が併記されている。

デュッセルドルフの日本人コミュニティでは、ドイツのデュッセルドルフにある日本人および日系人の社会集団について説明する。
在デュッセルドルフ日本国総領事館によれば、2008年時点でデュッセルドルフには定住者と一時居住者を合わせて約1万1000人の日本人または日本を祖国とするドイツ生まれの市民（日系ドイツ人）が住んでいる。1950年代からデュッセルドルフは500社以上の日本企業を迎え入れている。
1985年、デュッセルドルフ日本商工会議所の会頭であるアリカワ・アキラは、日本国外にある全ての都市の中でデュッセルドルフは最も日本人居住者が集中している、と述べた。

## 歴史
1950年に、デュッセルドルフに居住するとして日本人が登録された。1950年代半ばから日本企業は第二次世界大戦後のドイツに戻ってくるようになり、その大半がデュッセルドルフを拠点にした（ちなみに第二次大戦前は、ハンブルクに日本人が集中していた）。10人の東京のビジネスマンが金属鉱石や機械を日本に輸入しようとデュッセルドルフで事業を立ち上げた時に、日本人の定住が始まったとアリカワは語っている。この定住の結果、ルール地方に関する情報が日本企業内で巡るようになった。1960年までに、300人の日本人が同市に居住として登録され、1966年には日本商工会議所の支部が設立された。1968年には、デュッセルドルフ地域に100社の日本企業があった。
ヨーロッパ中央部で欧州の他地域とも近いデュッセルドルフの位置や、ルール工業地帯の位置、そしてデュースブルク港が間近にあることから、1970年代にヨーロッパ事業部を立ち上げた日本企業はデュッセルドルフを優先拠点と位置付けた。1973年までに、2000人の日本人がデュッセルドルフに居住として登録され、同地域に日本企業200社が所在していた。1980年までに日本企業の数は300に増加し、1985年時点で6000人の日本人住民がいた。1990年には市内に30の日本の製造施設があり、1992年までに7443人の日本人がデュッセルドルフ市に住んでいた。
東西ドイツ統一で国の首都がベルリンになったことや、日本経済の衰退、単一欧州市場が日本企業に低コスト化を促したことから、1992年以降は日本人コミュニティが衰退していった。日本企業の多くはオランダに移転した。1990年代後半、デュッセルドルフには520社の日本企業が拠点を構えていた。1999年には約4500人の日本人がデュッセルドルフ周辺に居住していた。1990年代後半までに、デュッセルドルフやドイツ全土に日本の製造施設はほとんど無くなった。それでも日本人学校や仏教センターといった日本人コミュニティの社会基盤施設（インフラ）と支援のおかげで、1990年代初めにデュッセルドルフから去った企業、特にベルリンに移った企業の多くが、1990年代後半までにデュッセルドルフに戻ってきた。
2001年、「ドイツの日本人ビジネス」という記事の著者ハロルド・カーボ（Harold Kerbo）とパトリック・ツィルトナー（Patrick Ziltener）は、「デュッセルドルフはドイツにおける日本のビジネス活動の中心地として残っている」と記している。

## 地理

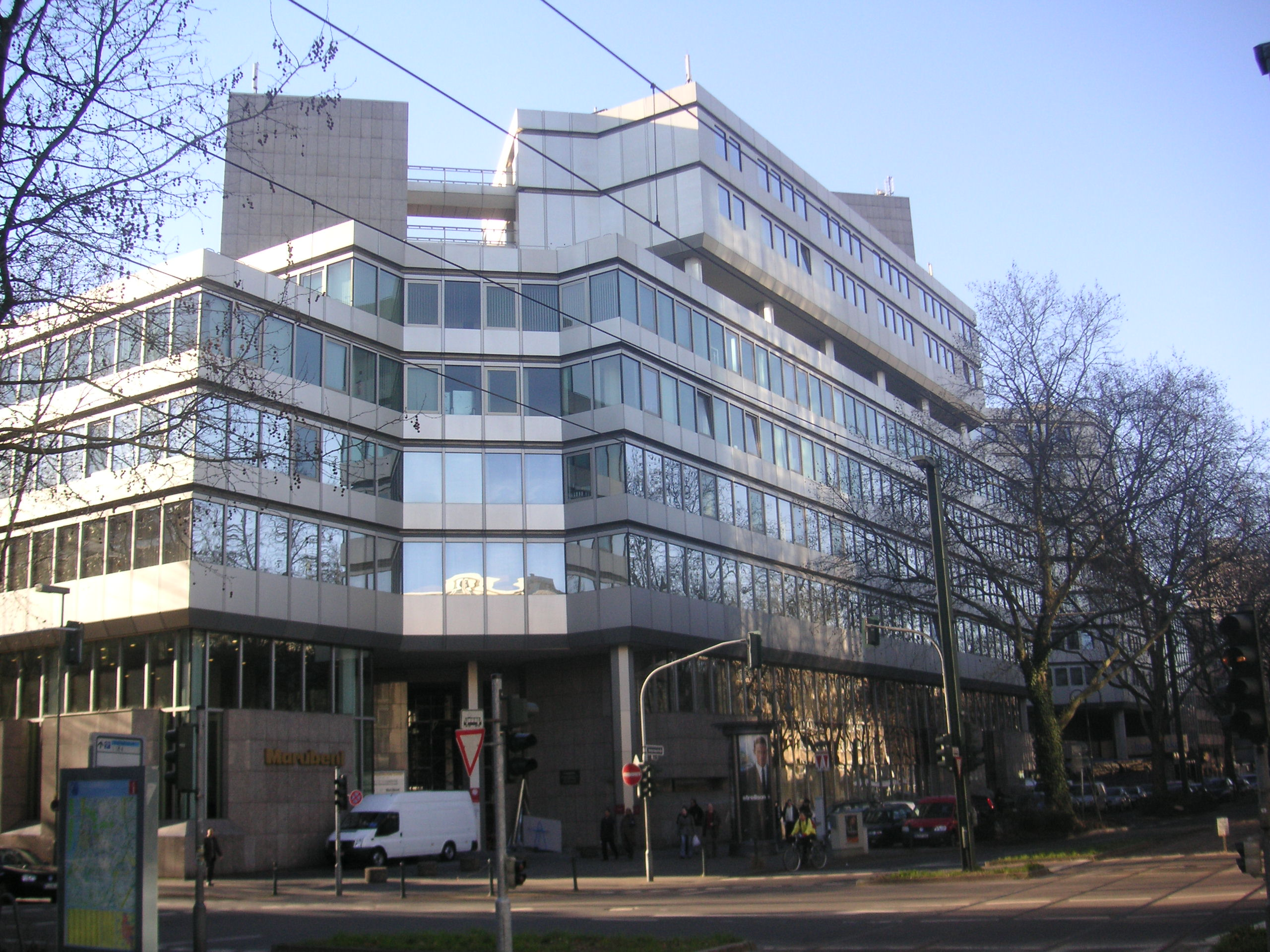
ジャパンセンター・デュッセルドルフ、右にホテル・ニッコー・デュッセルドルフを含む。

1985年時点で、インマーマン通り（Immermann Street）には日本企業が集中していた。同年、AP通信のマーク・ハインリッヒは、インマーマン通りにあるホテル・ニッコー・デュッセルドルフが日本人コミュニティの中心であると語った。これは日本航空が1978年に創設したホテルである。デュッセルドルフにある日本のインターナショナル・スクールはニーダーカッセルにあり 、以前はオーバーカッセルに敷地を持っていた。2021年12月、インマーマン通りに日本語の併記された標識が設置された。

## メディア
1977年、週刊の日本語新聞が創刊された。デュッセルドルフ在住のタカギ・ツネジロウが発行元である『Life in Europe』はヨーロッパで最初の日本語新聞で、1985年には6000部の発行部数があった。同紙は、欧州経済共同体（EEC）の開発事業、消費者向けニュース、日本の企業代表者に関するコラム、日本地域のスポーツ、旅行ニュースなどの記事を取り扱っている。

## 経済

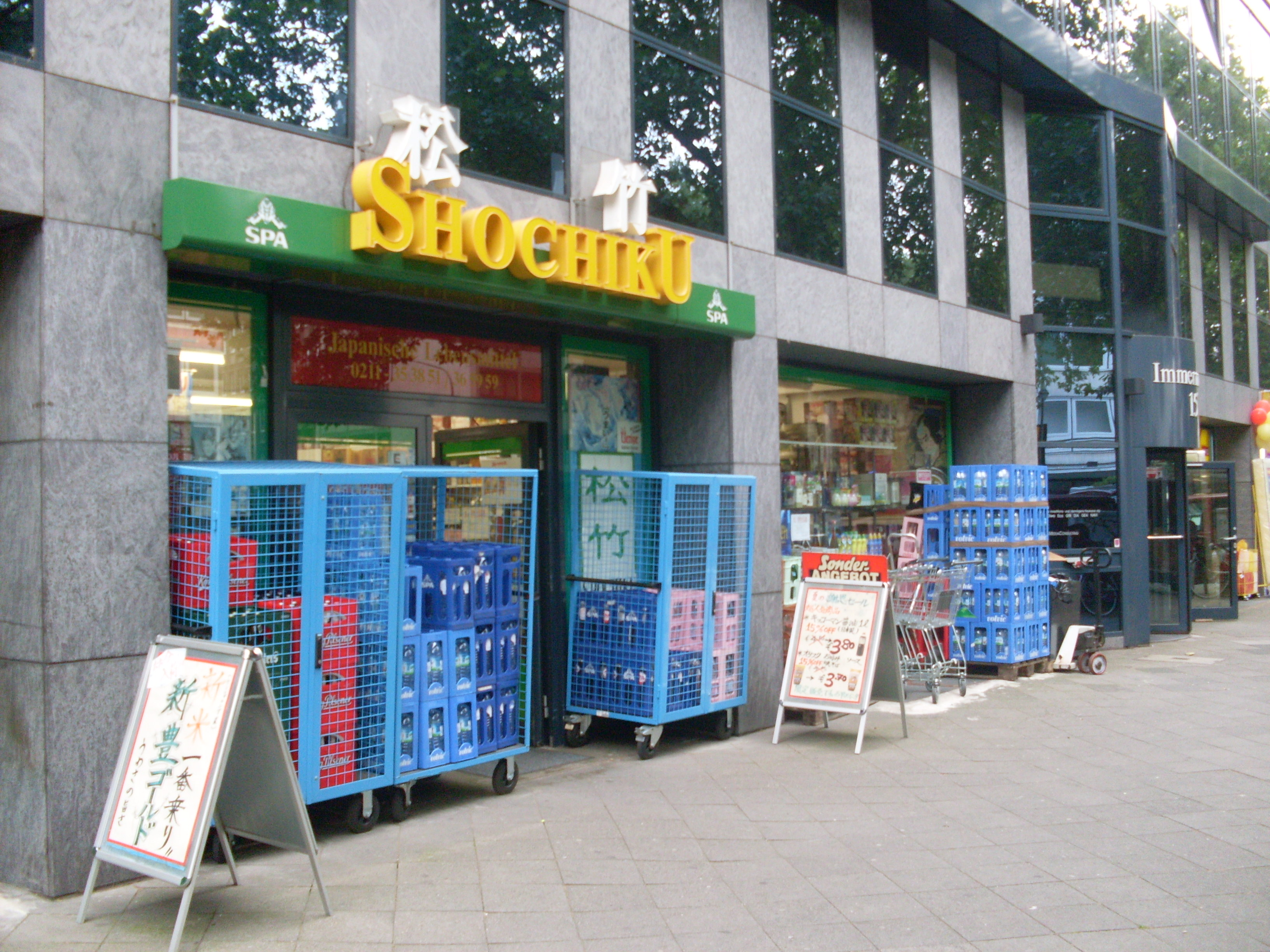
日本食品のスーパーマーケット、松竹（Shochiku）

1985年時点で、日本の多国籍企業300社がデュッセルドルフ地域で営業しており、同地域に6億ドル以上の投資をしていた。その多国籍企業には三菱グループと新日本製鐵が含まれていた。2010年代時点では、約421社の日本企業がデュッセルドルフ地域で事業を展開している。
インマーマン通りには、日本食品スーパーとして「松竹」や「大洋食品」があり、日本の調味料をはじめ、日本のお米や酒、日本メーカーの菓子などもここで買うことができる。

## 人口統計
1985年時点で、西ドイツにいる日本人世帯の90％以上は、家長が裕福な企業経営幹部だった。彼ら幹部クラスは3-5年間ドイツに滞在することが多い。この当時、ドイツにやって来た社員達は（入れ替わりで直前に）日本に戻っていく人の住居に移住することが多かった。
2005年時点では、デュッセルドルフにいる日本人の人口はロンドン（にいる日本人）の数の約3分の1となった。2010年代現在、6500人の日本人が市内に居住している。

## 文化
デュッセルドルフ大学のエリック・ツェルケ教授は1985年頃に、日本人はしばしばビジネスで組んだ時にしかドイツ人と交流しないと述べた。多くの人が3-5年間だけドイツにいて「日本人は居留地（colony）を形成し、目立つことなく自分たちを維持している」ために、「日本人はドイツ社会に融合していくことに特別な関心はない」と彼は結論づけている。

## 教育

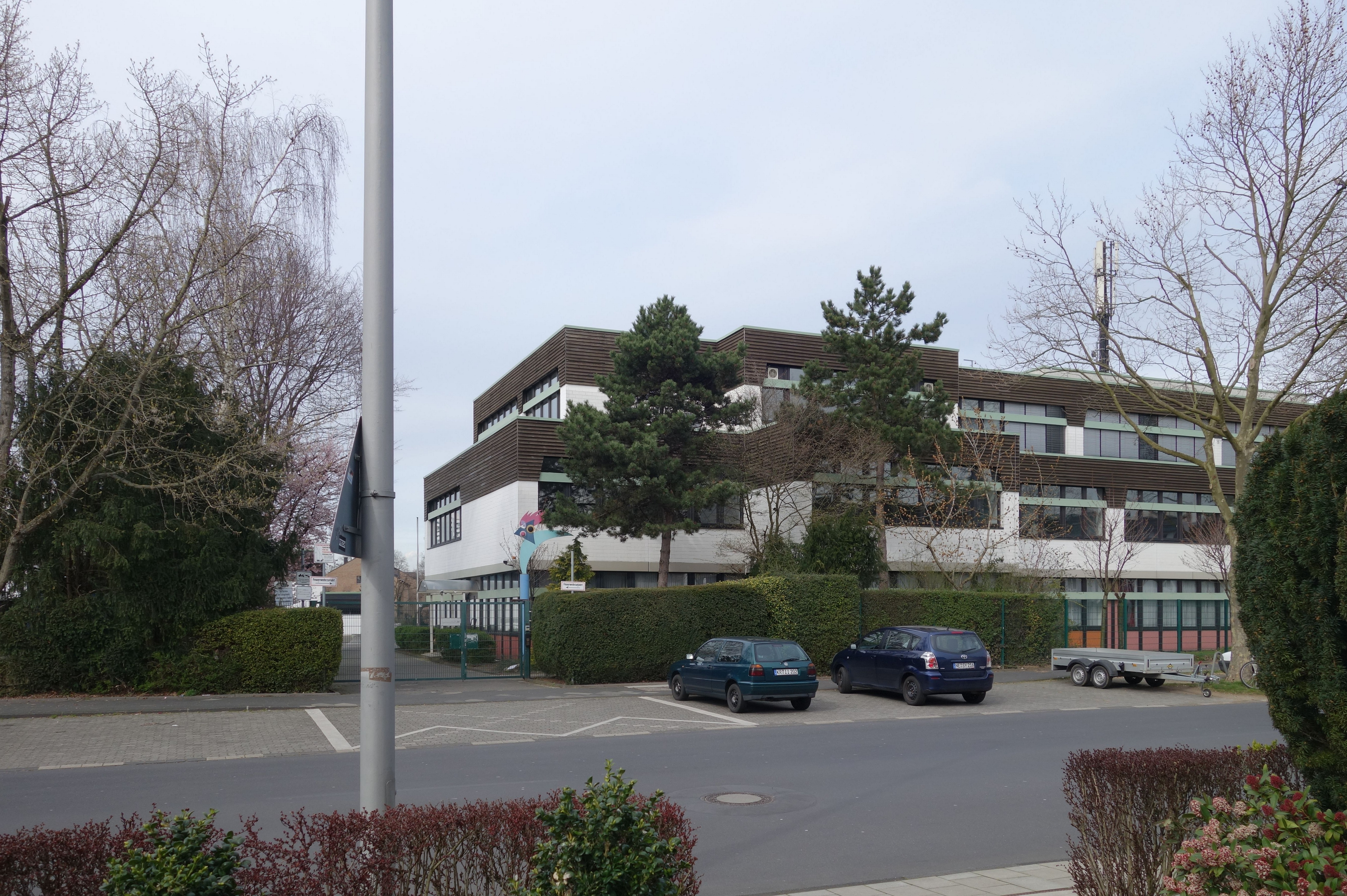
デュッセルドルフ日本人学校

デュッセルドルフ日本人学校がデュッセルドルフにある日本人学校である。同校の沿革によると、1971年に開校（小5-中3まで43名、仮校舎）して1973年に新校舎を落成、1977年には児童生徒数が500名を超えた 。1985年に同学校には880名の学生がいた。
また、この校舎を利用して毎週土曜日に、デュッセルドルフ日本語補習校という補習授業校も実施されている。 こちらは日本の学習指導要綱に基づいて日本の教科書を使った国語授業を行っている 。

## 往来
1985年の春に、日本航空（JAL）が東京からデュッセルドルフ間の飛行を毎週2便で開始した。
2014年には、全日空（ANA)が東京からデュッセルドルフへの飛行便を開始した 。以前はデュッセルドルフからフランクフルト空港への専用シャトルバスをANAが運行していたので、同空港でANA便に搭乗することができたが、ANAがデュッセルドルフ便を開始した後にバス運行は中止された。そのバスは現在ラディソンブル・スカンジナビアホテルで停車する。

## 国の機関
在デュッセルドルフ日本国総領事館が市内、ブライテ通り（Breite Str）沿いにある 。

## レクリエーション
デュッセルドルフでは毎年6月ごろに日本デーというイベントが開催されている。書道や日本舞踊などの古典文化から漫画アニメまで多彩な日本文化を紹介するとともに、花火大会が行われるなど、数十万人規模の来場者で賑わう祭典となっている 。

## ゆかりの著名人
- Blumio（國吉史生）、ラッパー。
- 生田絵梨花、女性アイドル、乃木坂46のメンバー。

### 関連資料
- Glebe, Günther. "Segregation and the ethnoscape: the Japanese business community in Düsseldorf." In: Goodman, Peach, Takenaka, White (Hrsg.): Global Japan. The experience of Japan’s new immigrant and overseas communities. Routledge, Abingdon Oxford 2003, ISBN 0-415-29741-9, S. 98-115.
- "D?sseldorf's Japanese outreach." (Archive) Bundesliga 2. 05.12.2013.
- "Düsseldorf für Japan-Fans: Klein-Tokio am Rhein." Der Spiegel. Wednesday 27 February 2013.